# Vicente Sotto III

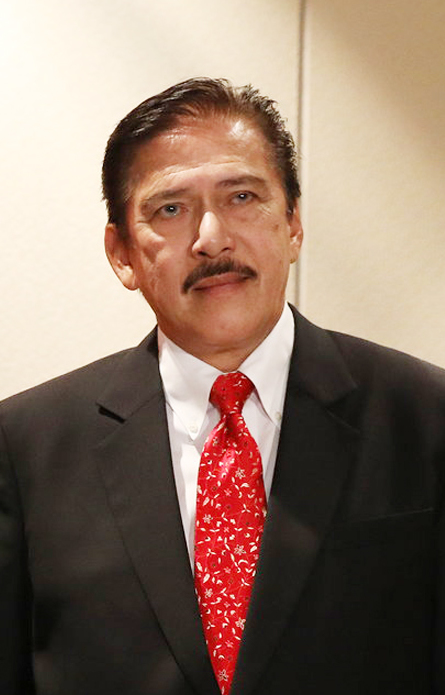
Vicente Sotto III (2018)

Vicente Catelo Sotto III (* 24. August 1948 in Manila) ist ein philippinischer Schauspieler und Politiker.

## Biografie

### Studium und schauspielerische Laufbahn
Nach dem Besuch der Grundschule und der High School studierte er am Colegio de San Juan de Letran in Manila Anglistik und schloss dieses Studium mit einem Bachelor of Arts (A.B. English) ab.
Mitte der 1970er Jahre begann er seine schauspielerische Laufbahn und hatte zunächst zahlreiche Auftritte in Fernsehsendungen wie Friends (GTV, 1974), Discorama (GMA Network, 1975), Student Canteen (GMA Network, 1976–77), OK Lang (IBC, 1977), Iskul Bukol (IBC, 1977–1987), Sergeant Palpak (MBS, 1981–1984), Run, People, Run (MBS, 1984–1985), Dr. Potpot and The Satellite Kid (RPN, 1985), Hapi House (IBC, 1986–88) sowie Eat Bulaga Holy Week Drama Specials (1979–2008).
Seit 1980 folgten dann auch zahlreiche Rollen in Kinofilmen wie Iskul Bukol (1980), Palpak Connections (1981), Magtoning muna tayo (1981), Naku ha! (1984), Give Me Five (1984), Goodah (1984), Pepe en Pilar (1984), Working Boys (1985), Ma'am, May We Go Out? (1985), Mama Said, Papa Said, I Love You (1985), Ride on Baby (1985), Doctor, Doctor We Are Sick (1985), Super wan, tu, tri (1986), Horsey-horsey, tigidig-tigidig (1986), Shoot That Ball (1987), Ready, Aim, Fire (1987), Forward March (1987), I Have Three Hands (1988), Aso't pusa (1989), Si Malakas at si Maganda (1989), I Have 3 Eggs (1990), Kabayo kids (1990), Crocodile Jones: The Son of Indiana Dundee (1990) und Hotdog (1990). Seinen letzten Auftritt in einem Kinofilm hatte er 2006 in Enteng Kabisote 3: Okay ka fairy ko... The legend goes on and on and on sowie 2008 in Iskul Bukol 20 Years After.

### Politische Laufbahn und Aufstieg zum Senator
Noch während seiner schauspielerischen Karriere begann er 1988 seine politische Laufbahn mit der Wahl zum Vize-Bürgermeister von Quezon City. Gleichzeitig war er während seiner bis 1992 dauernden Amtszeit Präsident des Stadtrates sowie Vorsitzender des Anti-Drogenmissbrauchsrates von Quezon City. Während dieser Zeit war er auch Gründer und erster Präsident der Liga der Vizebürgermeister der Philippinen.
1992 wurde er dann erstmals Mitglied des Senats und gehörte diesem nach seiner Wiederwahl 1998 bis Juni 2004 an. Während dieser Zeit war er zunächst von 1992 bis 1998 Stellvertretender Mehrheitsführer sowie zeitgleich Vorsitzender des Tourismusausschusses und des Ausschusses für Kommunalverwaltung. Daneben war er von 1995 bis 1996 Vorsitzender der Ausschüsses für ländliche Entwicklung sowie zugleich für Jugend und Sportentwicklung. Danach war er von 1996 bis 1998 Vorsitzender des Gemeinsamen Aufsichtsausschusses des Kongresses zur Umsetzung des Kommunalverwaltungsgesetzes und außerdem von 1996 bis 1997 des Ausschusses gegen illegale Drogen.
Nach seiner Wiederwahl war er zwischen 1998 und 2002 Mehrheitsführer in der einflussreichen Bewilligungskommission (Commission on Appointments). Zugleich war Sotto zwischen 1998 und 2001 Vorsitzender der Ausschüsse für den öffentlichen Dienst sowie zwischen 1999 und 2001 für Wissenschaft und Technologie. Nach einer Tätigkeit als stellvertretender Minderheitsführer war er schließlich von 2002 bis 2004 als Minderheitsführer (Minority Floor Leader) Führer der Opposition im Senat.
Im Juli 2008 wurde er von Präsidentin Gloria Macapagal-Arroyo zum Vorsitzenden der Behörde gegen gefährliche Drogen (Dangerous Drugs Board) ernannt, einer beim Amt der Präsidentin angesiedelten Institution. Dieses Amt übte er bis November 2009 aus.
Bei den Wahlen 2010 wurde er wiederum zum Senator gewählt und war dort von 2010 bis 2013 und von 2016 bis 2018 Führer der Mehrheitsfraktion. Von 2018 bis 2022 war Sotto Präsident des Senats. Am 30. Juni 2022 schied er aus dem Senat aus, da er nach zwei Amtszeiten nicht mehr wiedergewählt werden konnte.

## Veröffentlichungen
Seine politischen Thesen und Vorstellungen stellte er in einigen Büchern dar wie:
- A Vision for A Drug-Free Philippines, April 1994
- Drug Free Philippines, A Film Documentary, Februar 1996
- The Filipino: Values and Visions, Januar 1997